# Bokmalen
Bokmalen (tyska: Der Bücherwurm) är en oljemålning av den tyske konstnären Carl Spitzweg. Den målades omkring 1850 och finns i tre versioner. 
Den första versionen påbörjades möjligen redan 1845 och är i privat ägo. Den andra köptes 1852 av Ignaz Kuranda och ingår i samlingarna på Museum Georg Schäfer i Schweinfurt i Bayern. Den tredje versionen hamnade i USA där den donerades av René Schleinitz till Milwaukee stadsbibliotek. Tavlan är sedan 2014 deponerad på Grohmann Museum i Milwaukee. Såväl Museum Georg Schäfer som Grohmann Museum har förhållandevis stora samlingar av Spitsweg.
Spitzwegs var med sina anekdotiska och humoristiska genremålningar en populär skildrare av den idylliska borgerliga småstaden och dess invånare i så kallad biedermeier-stil. I den här målningen skildras en äldre närsynt man som står på en stege i sitt bibliotek. Såväl kläder som rokokoinredningen tyder på att tidpunkten är någon gång under andra hälften av 1700-talet. 
"Bokmal", som är ett äldre namn på boklöss, är också en lite hånfull beteckning på förlästa och världsfrånvända personer. Om Spitzweg verkligen avsåg skildra detta är okänt; själv kallade han målningen "Bibliotekarien" (Der Bibliothekar).

## Milwaukee-versionen

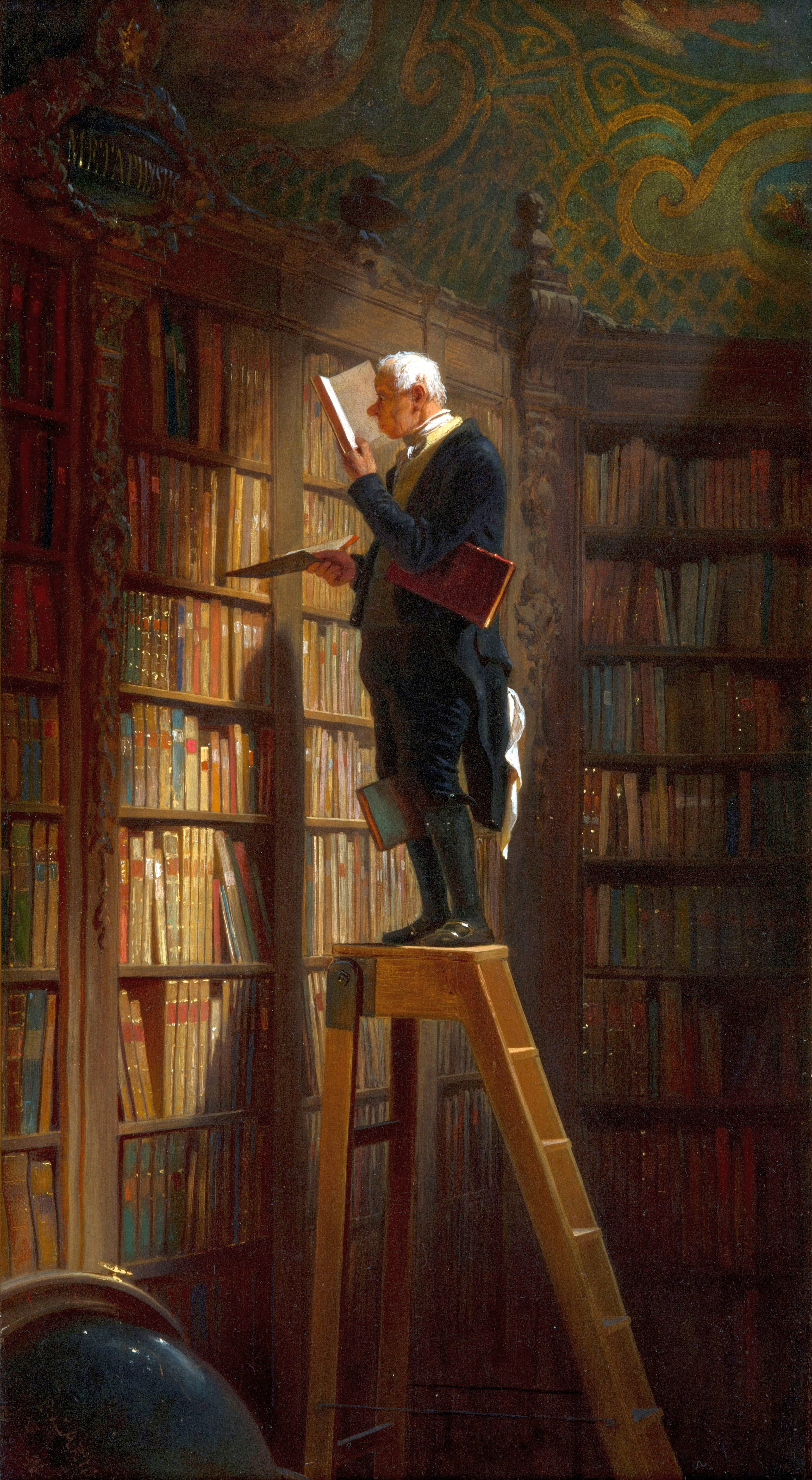
Versionen på Grohmann Museum i Milwaukee i Wisconsin (cirka 1850, 48 x 26 cm).